# Природа Мальдивских островов

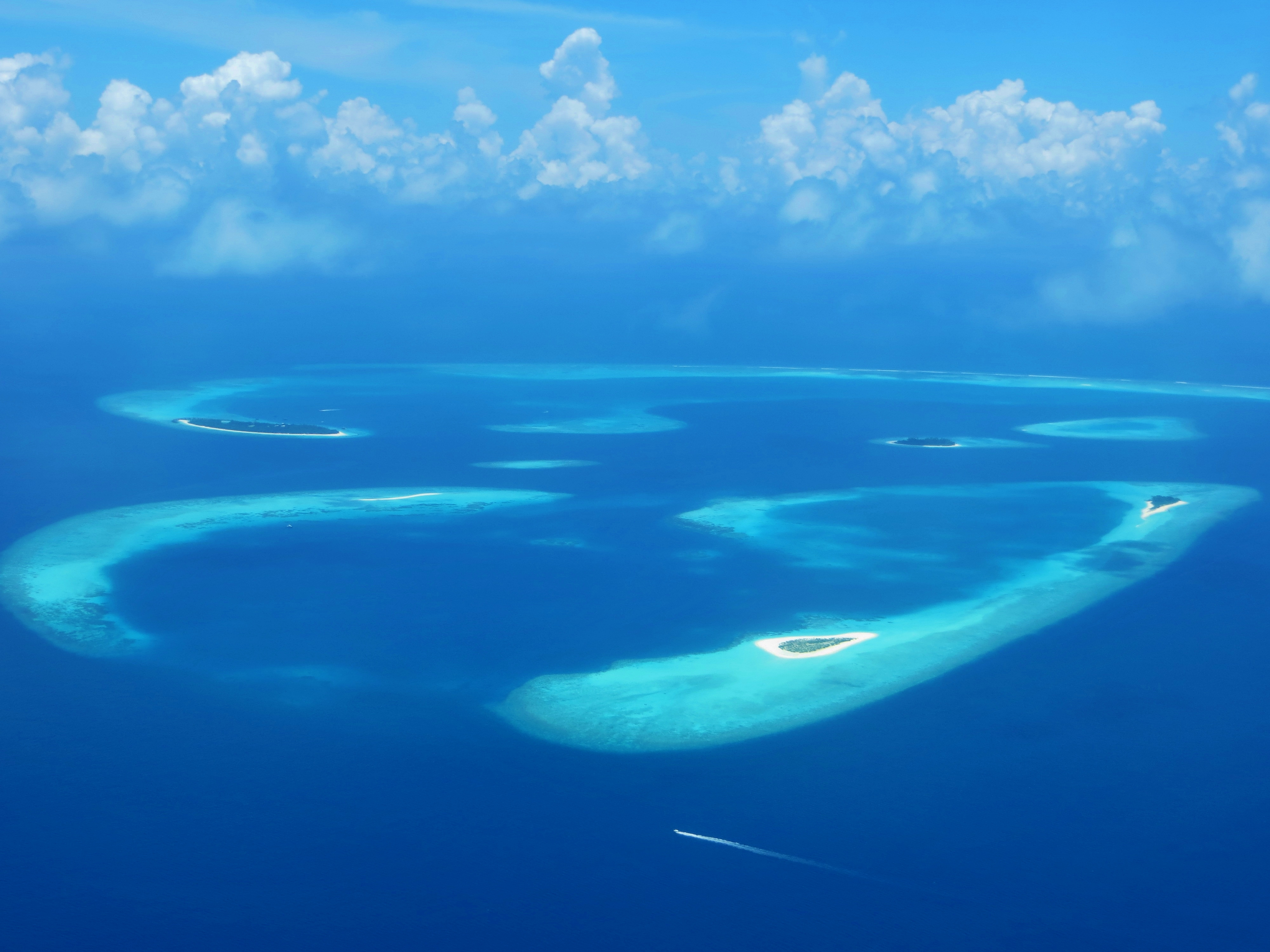
Атол Баа

Природа Мальдив включает в себя как наземную флору и фауну так и подводную. 
На Мальдивах живут самые разные животные начиная от огромных китовых акул и заканчивая малюсенькими ящерицами. Растительный мир архипелага также очень разнообразен, начиная от лиан и заканчивая мангровыми зарослями.

## Фауна

### Млекопитающие

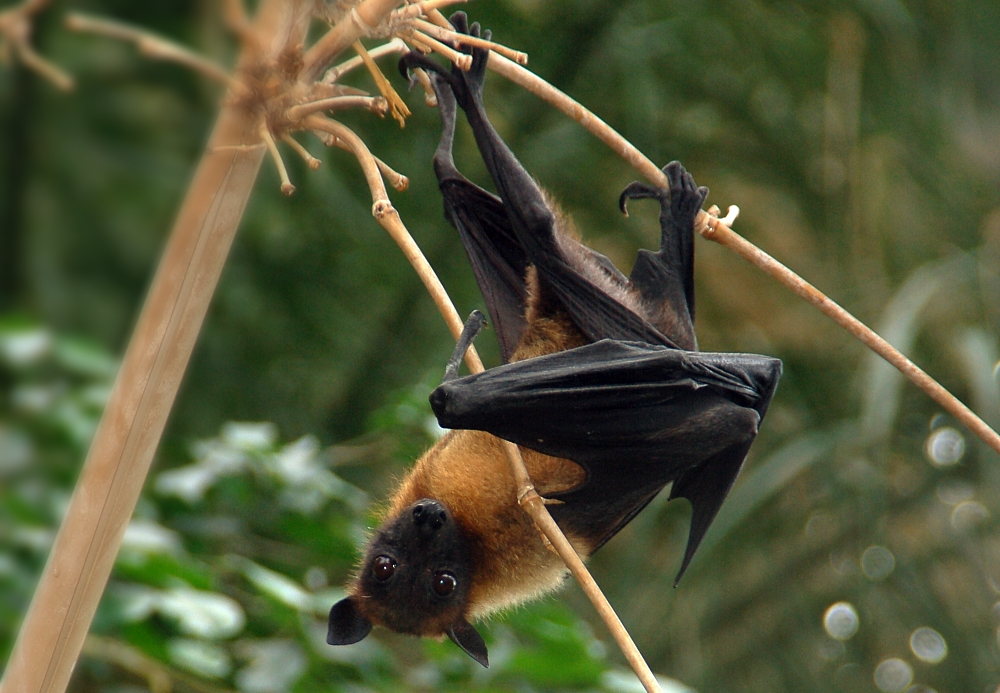
Индийская летучая лисица
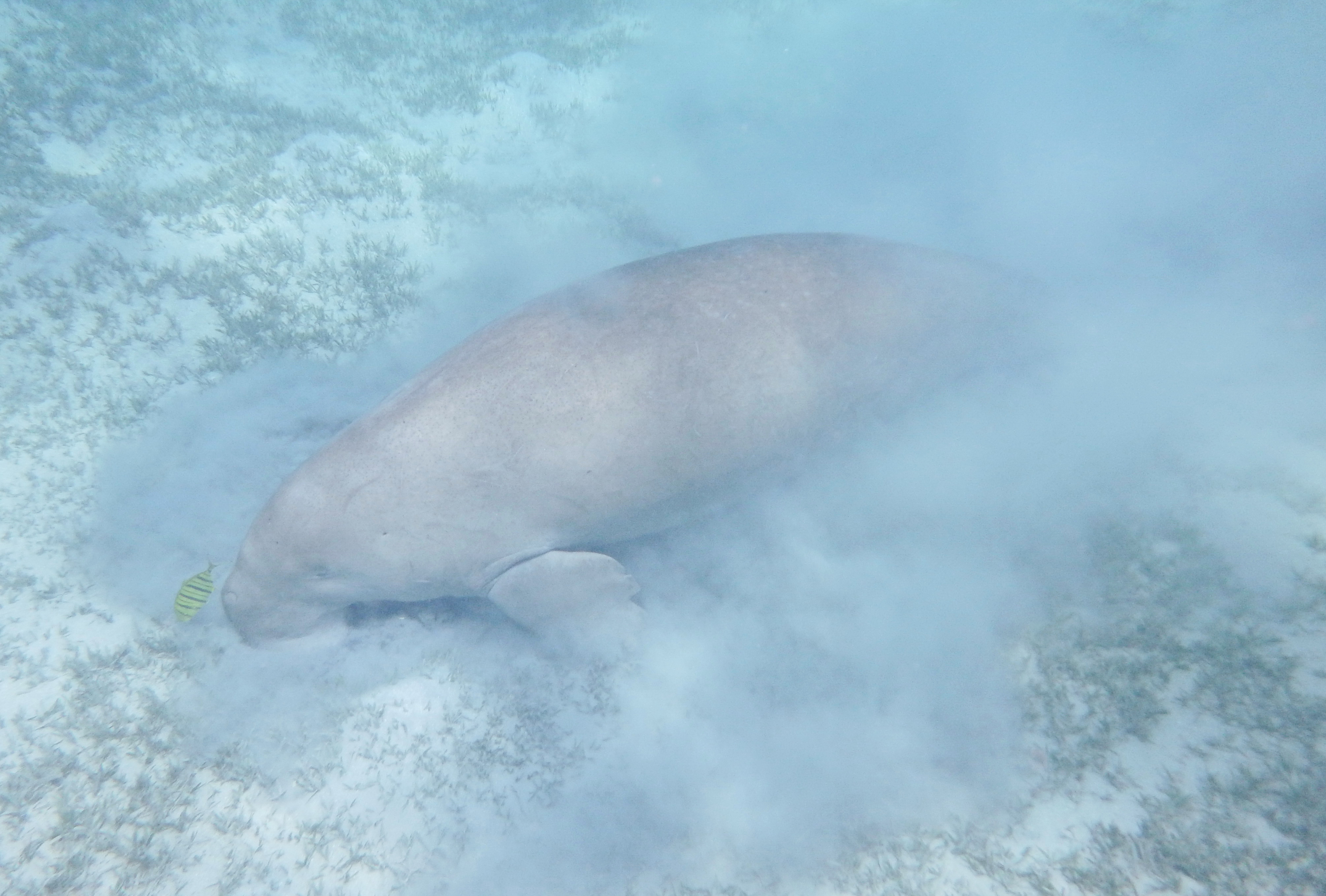
Дюгонь
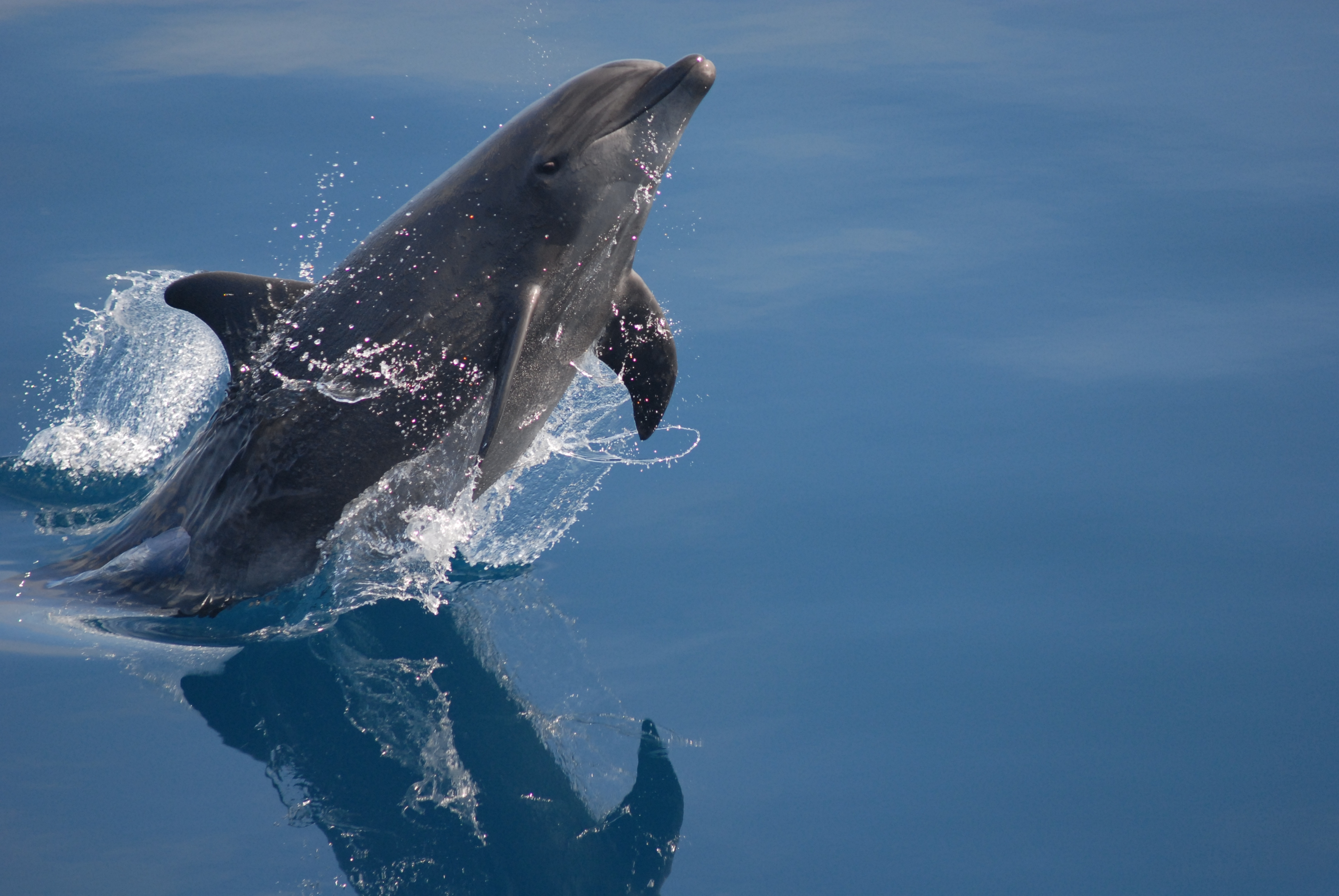
Дельфин афалина

Из-за маленького размера островов, наземных млекопитающих на них мало, встречаются лишь 2 вида летучих лисиц (индийская летучая лисица и малая летучая лисица). 
Морских млекопитающих в Мальдивских водах много: дюгонь, синий и горбатый киты, полосатик, косатки, полосатый, узкорылый и крупнозубый дельфины, афалина, кашалот, и другие.

### Птицы

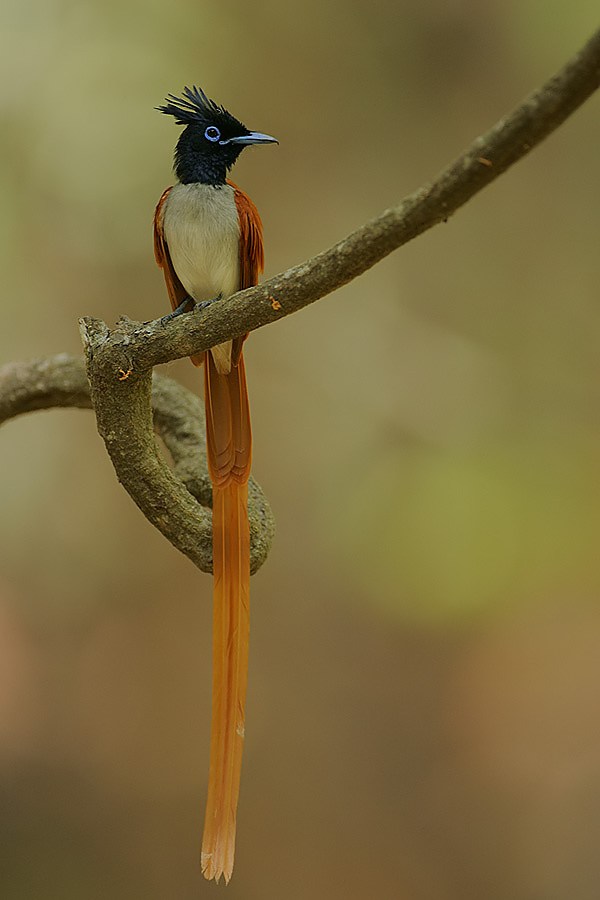
Райская мухоловка
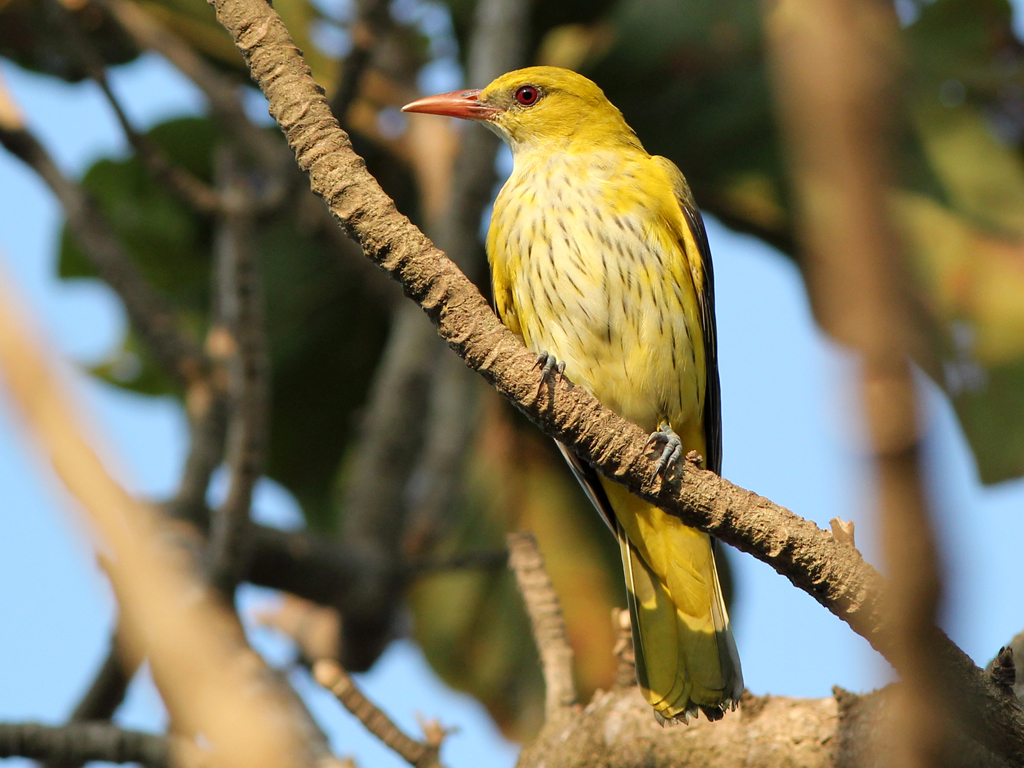
индийская золотая иволга
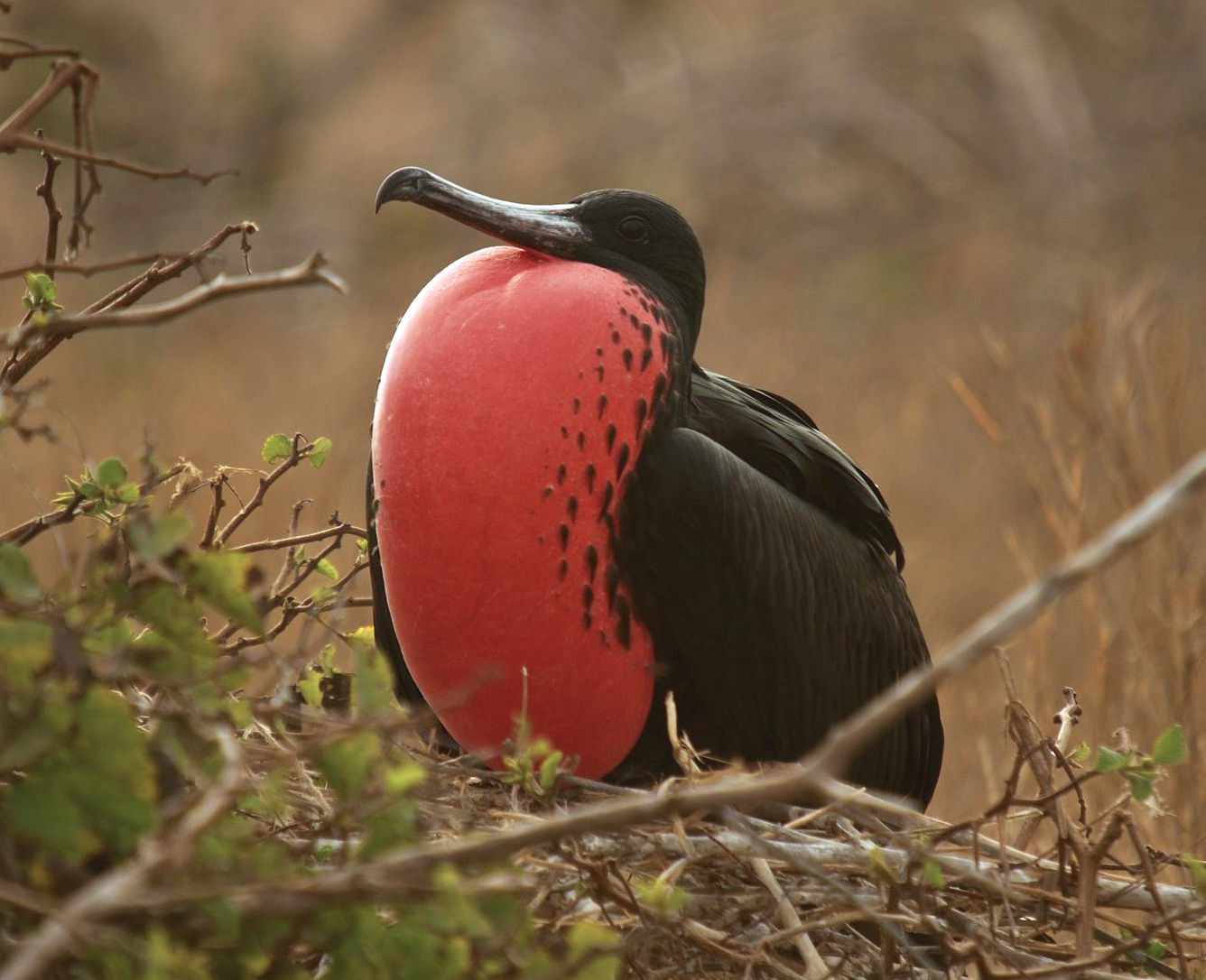
Великолепный фрегат

На островах обитают в основном морские птицы, такие как белые крачки и чайки, буревестники, олуши, фрегаты, бакланы и другие. Также на острова прилетают перелетные птицы, такие как серая и белая цапли.
Из тропических птиц на Мальдивах встречаются: райская мухоловка(редко), индийская золотая иволга, обыкновенный зимородок. Некоторые птицы были завезены людьми, например индийский кольчатый попугай.

### Рептилии и амфибии

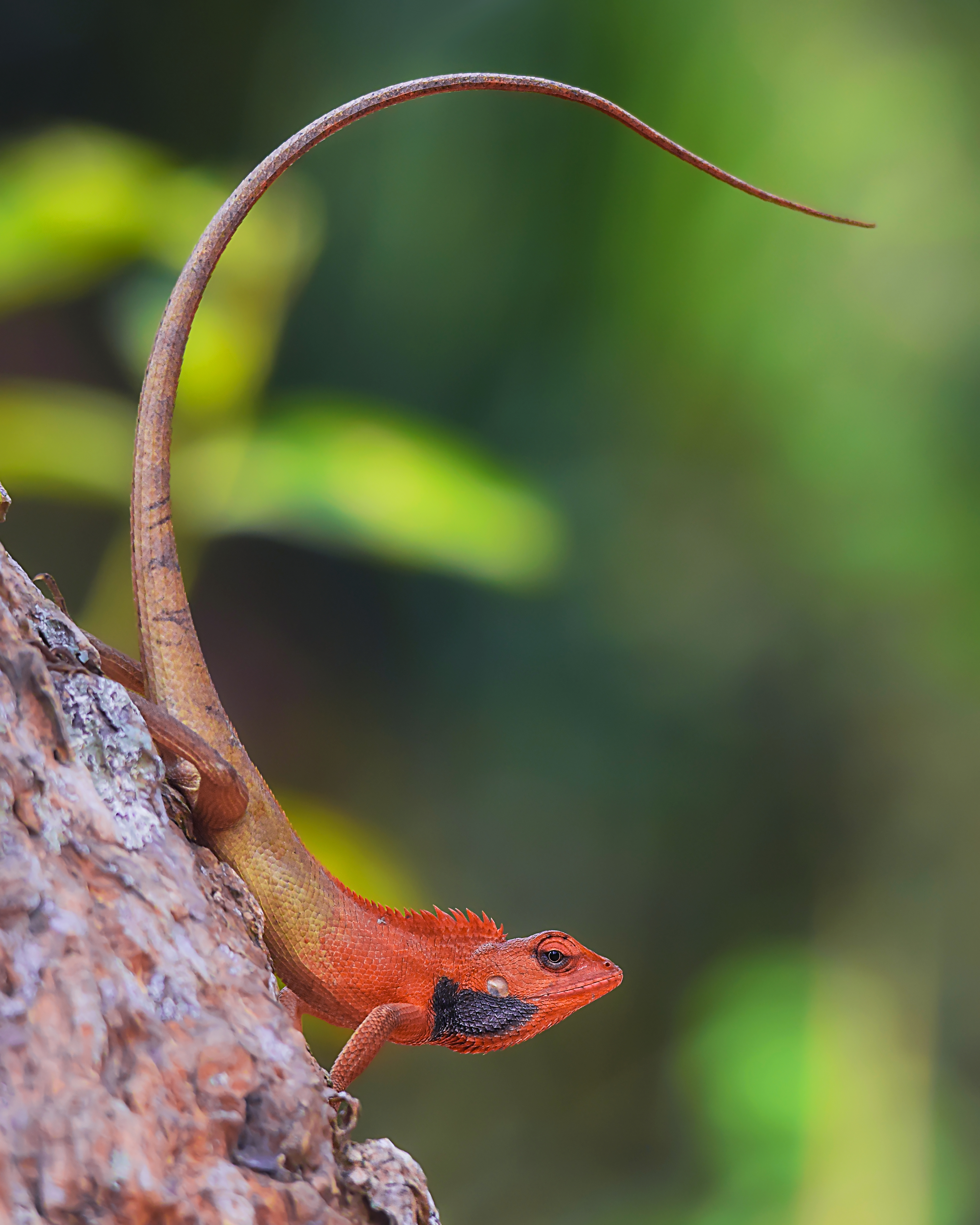
Calotes versicolor
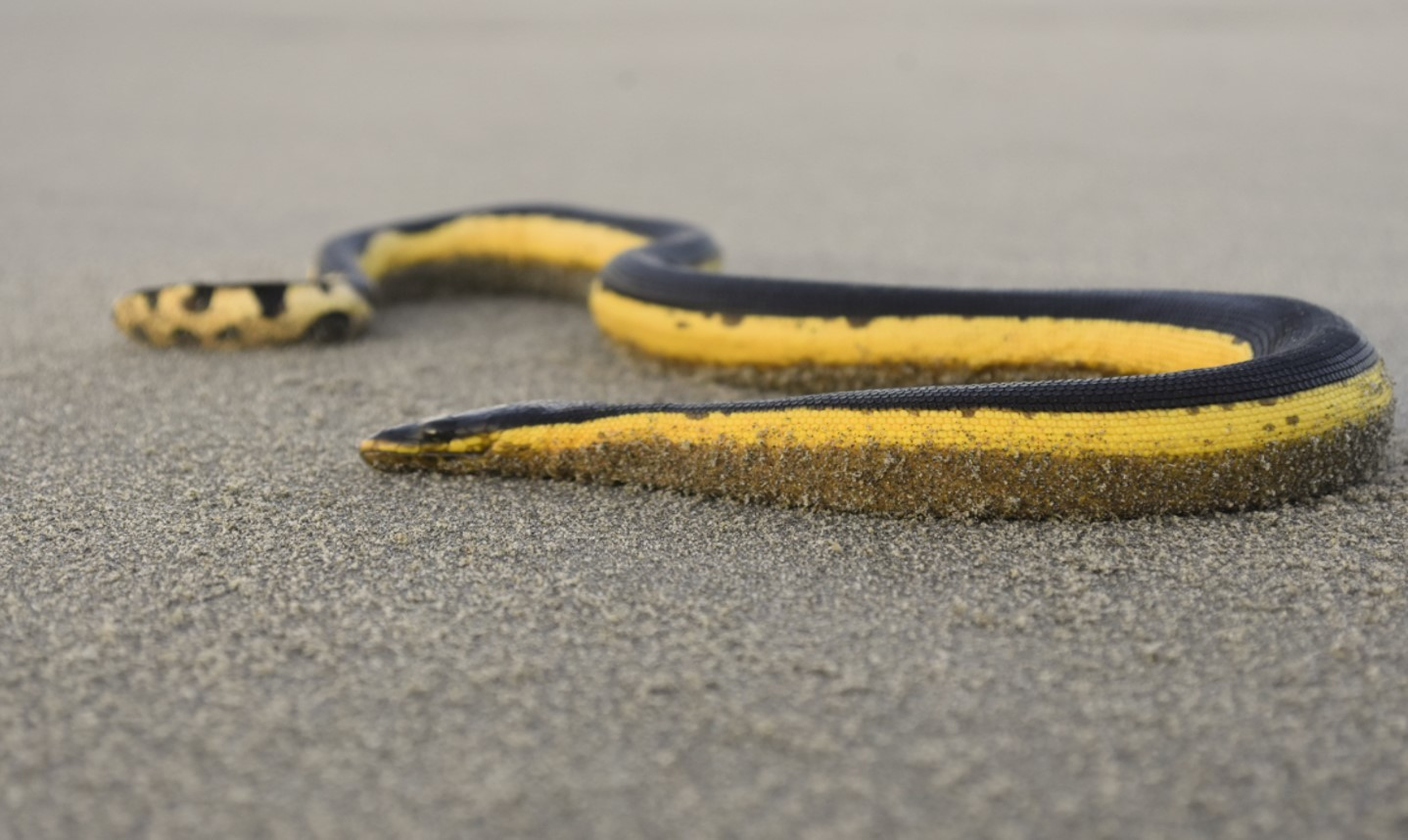
двухцветная пеламида
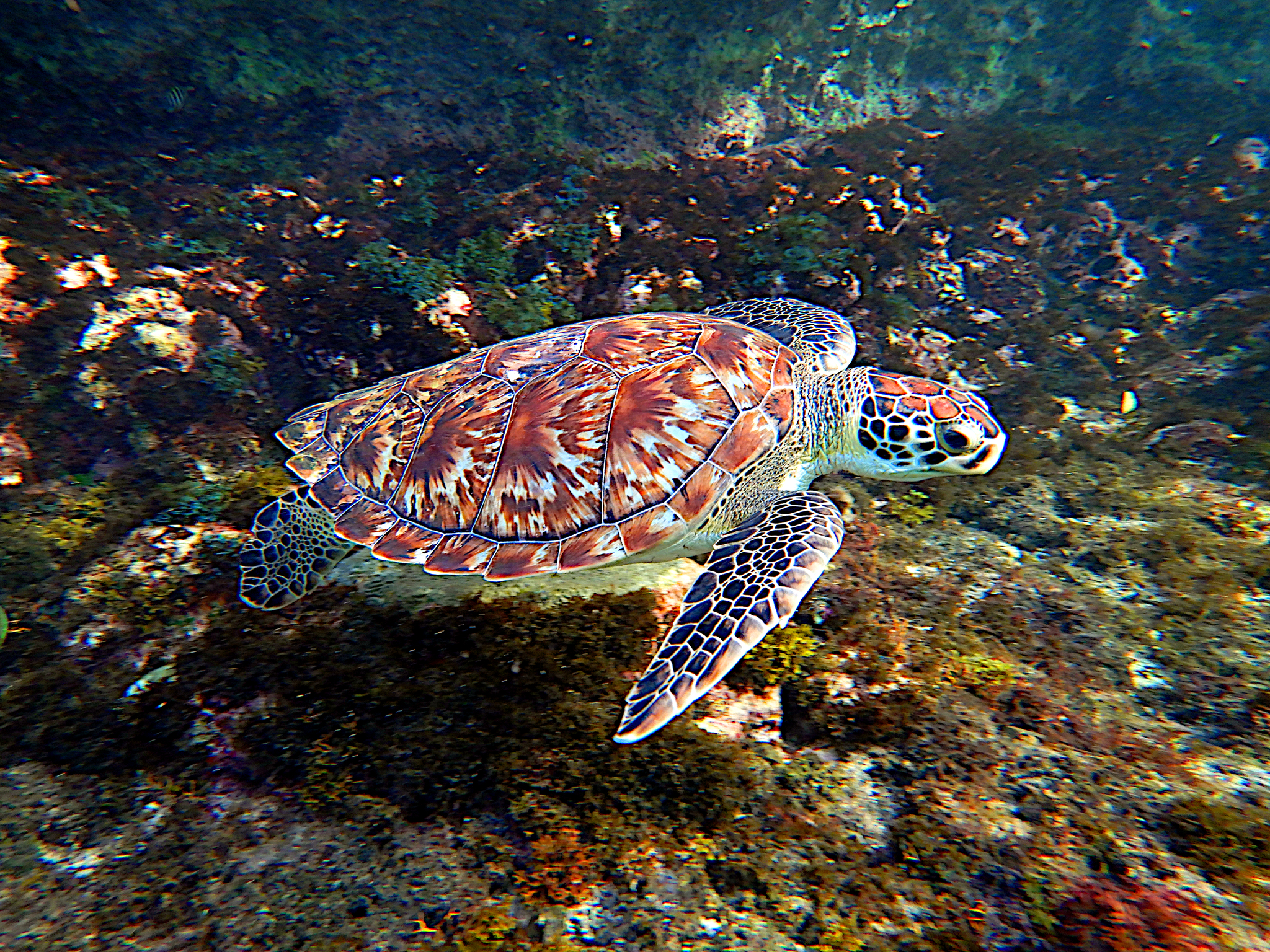
Бисса

Ретилий на островах мало, встречается 1 вид гекконов, агама Calotes versicolor, сцинк Riopa albopunctata, змеи Lycodon aulicus и Ramphotyphlops braminus.
В море встречаются различные черепахи: зелёная, бисса, кожистая, они откладывают яйца на мальдивских пляжах. Встречаются и морские змеи, например двухцветная пеламида (Hydrophis platurus), их иногда выбрасывает штормом на берег, где они становятся абсолютно беспомощными. 
Также известны случаи, когда гребнистые крокодилы досплывали до островов и обитали в болотистых районах.
Из амфибий на Мальдивах обитают лягушка Sphaerotheca rolandae, обитающая на некоторых островах и жаба Duttaphrynus melanostictus широко распространенная на островах.

### Рыбы

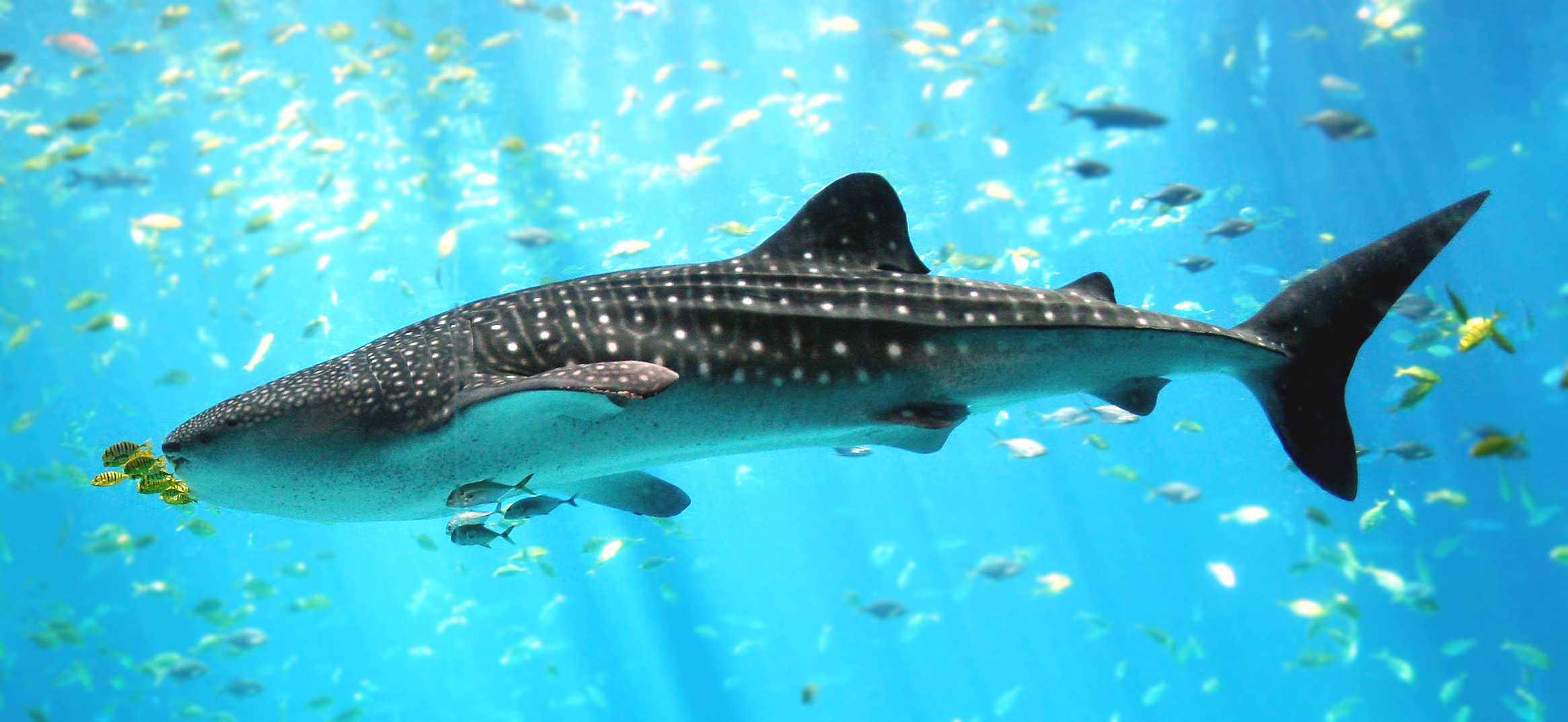
Китовая акула
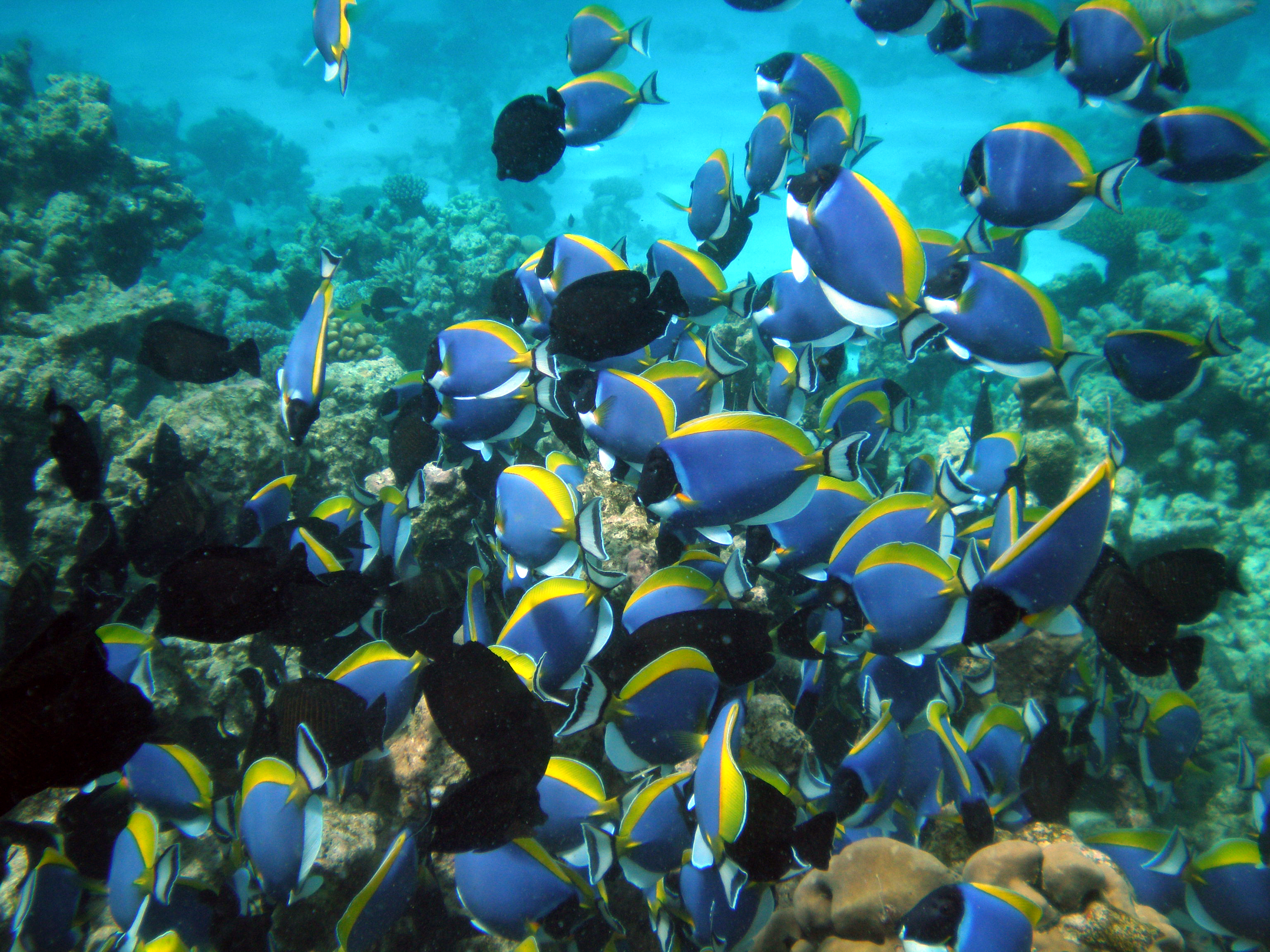
Белогрудый хирург

На Мальдивских островах встречается огромное количество видов рыб. В коралловых рифах поблизости островов встречаются мурены, рыбы-хирурги, рыбы-клоуны, рыбы-бабочки и многие другие. В Вода Мальдив можно встретить китовую акулу, тигровую акулу, рыбу-луну, несколько видов скатов и тунца.

### Беспозвоночные

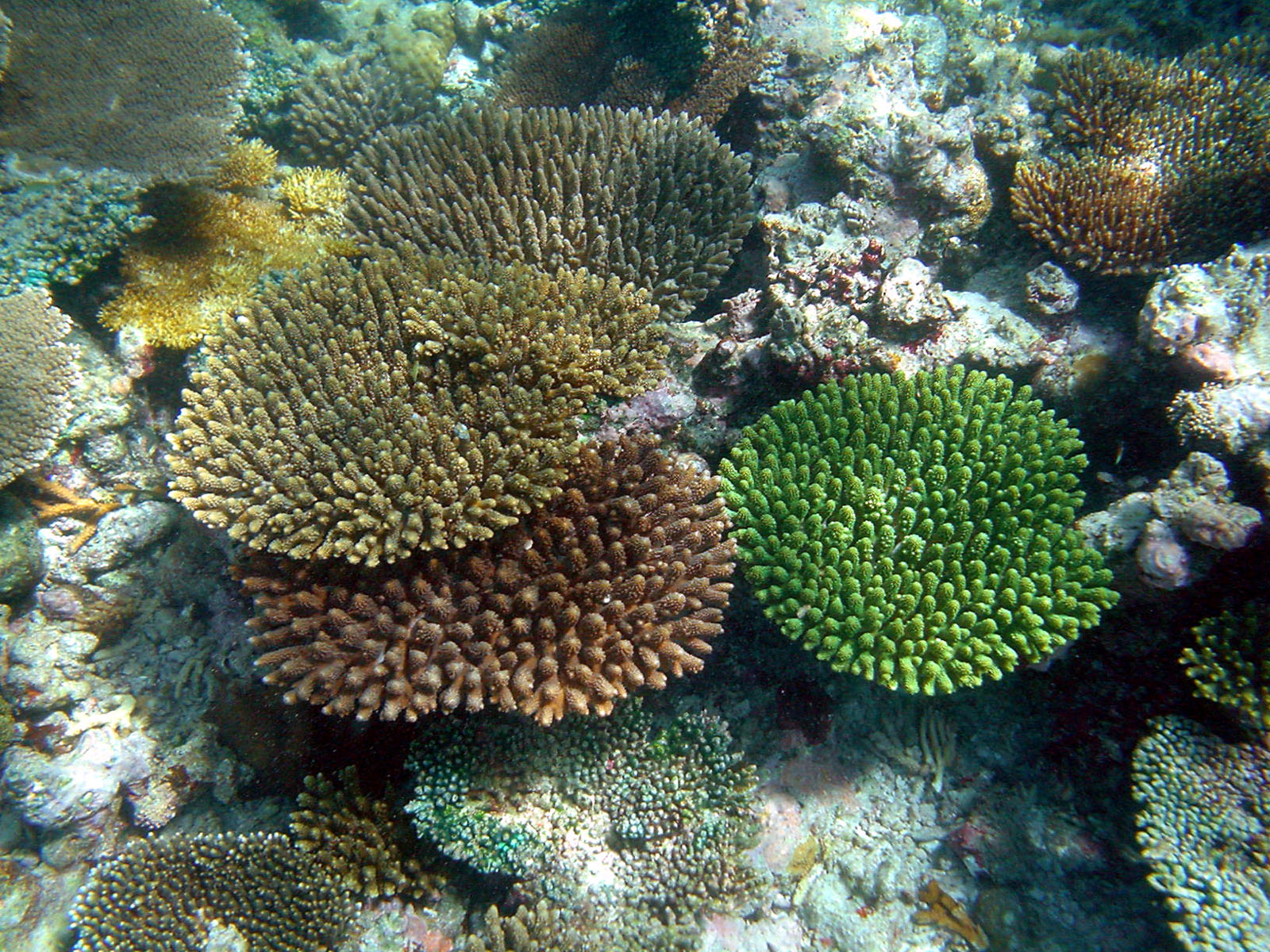

В водах Мальдив обитают различные медузы, омары, креветки. Осьминоги и кальмары распространены на мальдивских рифах, там же можно встретить гигантская тридакна. Морские звезды, офиуры, морские ежи и морские огурцы также очень распространены.
На суше можно встретить краба-призрака, краб-скрипача, рак-отшельник. 
Встречаются многоножки, небольшие скорпионы и пауки.

## Флора

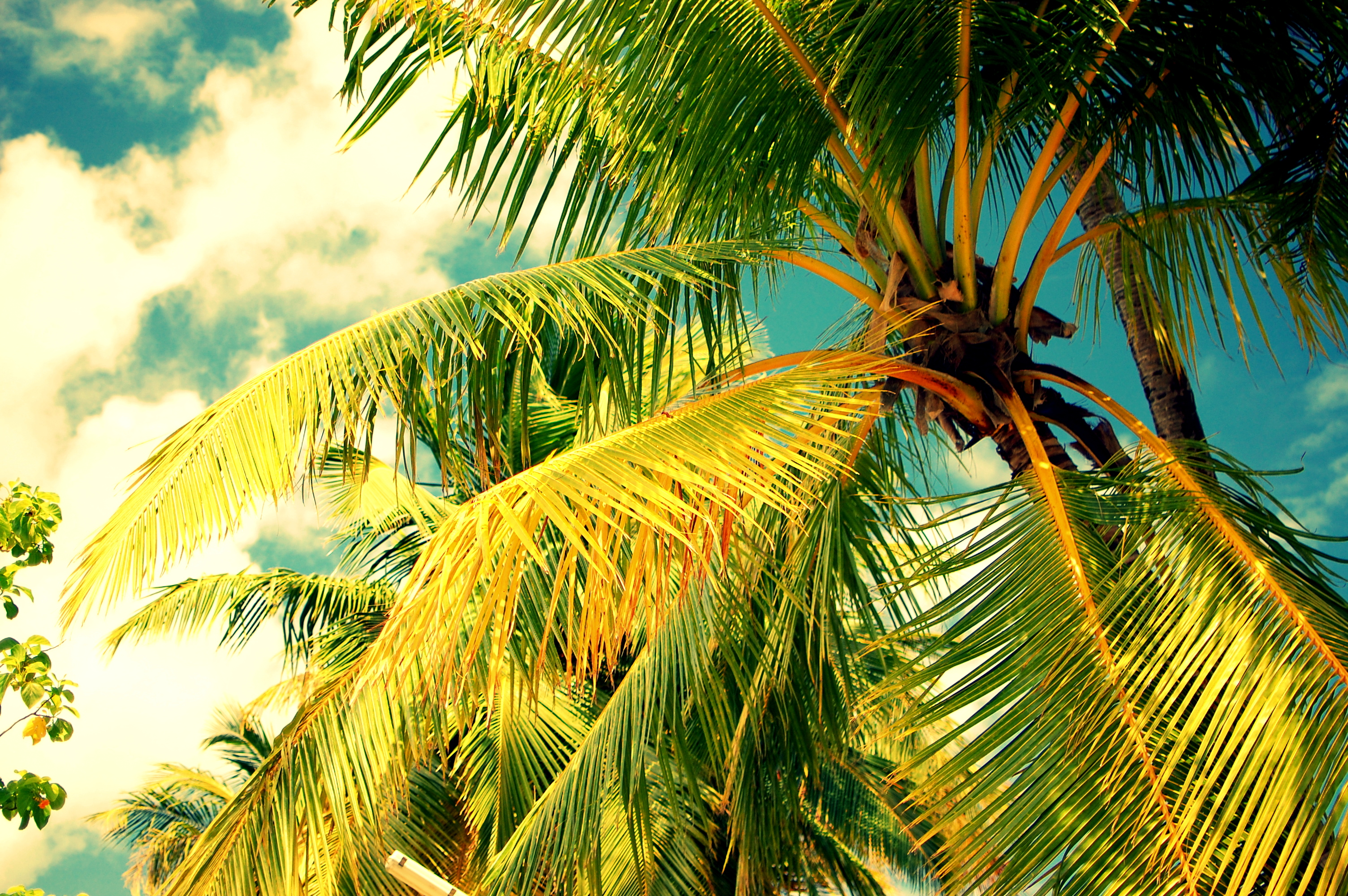
Кокосовая пальма

Несмотря на отсутствие плодородных почв, на Мальдивах богатое разнообразие растительного мира. 
На островах растут кокосовые пальмы, моринда цитрусолистная, Heliotropium arboreum, Hernandia nymphaeifolia, гибискус липовидный, remna serratifolia, папоротники, мангровые заросли и т. д.